# Mariusz Mowlik
Mariusz Mowlik (Poznań, 19 maggio 1981) è un ex calciatore polacco, di ruolo difensore.
Anche suo padre Piotr è stato un calciatore.

## Carriera

### Club
Ha sempre giocato in patria, tra la prima e la terza serie, tranne un'esperienza nella seconda serie austriaca.

### Nazionale
Nel 2004 ha giocato la sua unica partita con la nazionale.